# Alessandro Florenzi
Alessandro Florenzi (Roma, 11 de março de 1991) é um futebolista italiano que atua como meia e lateral-direito. Atualmente está sem clube.

## Clubes

### Roma e Crotone
Formado nas categorias de base da Roma, Florenzi fez sua estréia na Serie A em uma vitória por 3-1 contra o  Sampdoria em 22 de maio de 2011, substituindo Francesco Totti.
Em 2011, ele foi emprestado ao Crotone, time da Série B. Fez sua estréia em 27 de agosto de 2011, marcando um gol na derrota por 2-1 em casa para o Livorno. Em 22 junho de 2012, o Crotone exerceu a opção de compra de metade dos direitos de passe do atleta por €250,000.
No entanto, em 06 de julho a Roma comprou de volta metade dos direitos de passe por €1.250.000.
Concorreu ao Prêmio FIFA Ferenc Puskás de 2015 pelo gol marcado a uma distância de cerca de 50 metros contra o Barcelona pela fase de grupos da Liga dos Campeões da UEFA de 2015–16.

## Seleção Nacional
Estreou pela Seleção Italiana principal em 14 de novembro de 2012 em partida amistosa contra a França, substituindo Riccardo Montolivo no minuto 50. Foi convocado por Antonio Conte para a disputa da UEFA Euro 2016.
Florenzi foi um dos 26 convocados pelo técnico Roberto Mancini para a disputa da Eurocopa 2020.

## Títulos
Paris Saint-Germain
- Copa da França: 2020–21

Milan
- Campeonato Italiano: 2021–22

Seleção Italiana
- Eurocopa: 2020